# Раф-энд-Рэди
Раф-энд-Рэ́ди (англ. Rough and Ready) — статистически обособленная местность в округе Невада (штат Калифорния, США). Независимое государство с 7 апреля по 4 июля 1850 года. Дословно название поселения переводится как «Грубый и готовый», в связи с чем оно часто фигурирует в списке необычных топонимов.
Раф-энд-Рэди расположено на шоссе SR20. Высота над уровнем моря — 578 метров, площадь — 8,21 км², телефонный код — 530.

## История
В первые годы Калифорнийской золотой лихорадки, в сентябре 1849 года, на этом месте разбили лагерь золотоискатели из Висконсина. Это были рабочие компании Rough and Ready Company, их руководителем был Абсалом Таунсенд (1810—1888), бывший капитаном армии США во время только закончившейся Американо-мексиканской войны, где он служил под командованием генерала Закари Тейлора. Тейлор, имевший прозвище Old Rough and Ready (Раф-энд-Рэди), за полгода до этого (4 марта 1849 года), стал 12-м президентом США.
Один из старателей отправился умыться к ручью и обнаружил там золотой самородок. Дальше группа никуда не двинулась, основала постоянное поселение и начала добычу золота. Таунсенд назвал новое поселение Раф-энд-Рэди. В следующем году старатели, недовольные налогами, которыми обложило их деятельность государство, решили от них избавиться путём отделения от США и провозглашением собственной республики. 7 апреля 1850 года они официально объявили о создании собственного государства Great Republic of Rough and Ready, избрав его президентом Абсалома Таунсенда. Однако уже в июне того же года жители новообразованной республики почувствовали дискомфорт: вся страна готовилась к празднованию 4 июля, а им готовиться было не к чему, так как они более не имели никакого отношения к США. Более того, в ближайшем городе, Невада-Сити, старателям отказались продавать алкоголь, так как они «иностранцы». В связи с этим 4 июля того же года на общем собрании было решено вернуться в состав США, и это решение было претворено в жизнь немедленно. Тем не менее, согласно некоторым источникам, юридически поселение вернулось в состав США лишь в 1948 году.
В феврале (или июле) 1851 года в Раф-энд-Рэди открылось почтовое отделение. Оно не работало несколько месяцев в 1855 году, несколько месяцев в 1913 году и с 1942 по 1948 год. Почтовая служба США требовала от жителей, для упрощения своей работы, сменить название их посёлка на Раф или Рэди, но те отказались.
В середине 1980-х годов поселения достигло шоссе SR20, что значительно облегчило приток сюда туристов. Из достопримечательностей в Раф-энд-Рэди остались три здания 1850-х годов постройки, ежегодно 7 апреля отмечается «собственный день независимости».
Ныне поселение является Национальной достопримечательностью Калифорнии.
В телесериале «Дни в Долине Смерти» о независимости и скорой «обратной зависимости» Раф-энд-Рэди рассказывается в двух эпизодах: Rough and Ready (1957) и Birthright (1965).

## Демография
Согласно переписи 2010 года в Раф-энд-Рэди проживали 963 человека. Расовый состав:
- белые — 92 %
- негры и афроамериканцы — 0,3 %
- индейцы — 0,6 %
- азиаты — 1,7 %
- уроженцы тихоокеанских островов — 0,6 %
- прочие расы — 1,1 %
- смешанные расы — 3,6 %
- латиноамериканцы (любой расы) — 5,8 %

Имелось 262 семьи, 428 домохозяйств: в 22,2 % из которых проживали дети младше 18 лет; 47,4 % представляли собой разнополые семейные пары, проживающие совместно; 7,2 % — женщина — глава семьи без мужа; 6,5 % — мужчина — глава семьи без жены; 7,7 % — разнополые пары, проживающие совместно, но не состоящие в официальном браке; 0,5 % — однополые пары (в официальном браке или без такового). Средний размер домохозяйства составлял 2,25 человек, семьи — 2,77 человек. Возрастной состав:
- младше 18 лет — 16,6 %
- 18—24 — 6,2 %
- 25—44 — 19,1 %
- 45—64 — 40 %
- старше 65 лет — 18,1 %

Средний возраст жителя составлял 49,5 лет. На 100 лиц женского пола приходилось 108 мужского, причём на 100 совершеннолетних женщин приходилось уже 104,8 мужчин сопоставимого возраста.